# Pine Glen
Pine Glen és una concentració de població designada pel cens dels Estats Units a l'estat de Pennsilvània. Segons el cens del 2000 tenia 210 habitants.

## Demografia
Segons el cens del 2000, Pine Glen tenia 210 habitants, 79 habitatges, i 60 famílies. La densitat de població era de 53 habitants/km².
Dels 79 habitatges en un 27,8% hi vivien nens de menys de 18 anys, en un 70,9% hi vivien parelles casades, en un 2,5% dones solteres, i en un 22,8% no eren unitats familiars. En el 16,5% dels habitatges hi vivien persones soles l'11,4% de les quals corresponia a persones de 65 anys o més que vivien soles. El nombre mitjà de persones vivint en cada habitatge era de 2,66 i el nombre mitjà de persones que vivien en cada família era de 3,03.
Per edats la població es repartia de la següent manera: un 22,4% tenia menys de 18 anys, un 9,5% entre 18 i 24, un 28,6% entre 25 i 44, un 31% de 45 a 60 i un 8,6% 65 anys o més.
L'edat mediana era de 37 anys. Per cada 100 dones de 18 o més anys hi havia 106,3 homes.
La renda mediana per habitatge era de 40.714 $ i la renda mediana per família de 45.250 $. Els homes tenien una renda mediana de 27.500 $ mentre que les dones 18.125 $. La renda per capita de la població era de 16.540 $. Entorn del 4,9% de les famílies i el 8,9% de la població estaven per davall del llindar de pobresa.

## Poblacions més properes
El següent diagrama mostra les poblacions més properes.